# Pythium dissotocum
Pythium dissotocum ist ein Phyto-Pathogen aus der Familie der Pythiaceae innerhalb der Gruppe der Eipilze. Es infiziert ein breites Wirtsspektrum, darunter viele landwirtschaftliche und gartenbauliche Kulturen.

## Entwicklungszyklus
Pythium dissotocum ist ein polyzyklischer, Wurzelfäule verursachender Eipilz, der sowohl sexuelle als auch asexuelle Reproduktions-Zyklen durchlaufen kann. Etwa zur Halbzeit seiner asexuellen Phase breitet sich P. dissotocum durch Bildung filamentöser Sporangien aus, welche Konidiophoren produzieren, die 10 … 75 mobile Zoosporen beherbergen. Wenn sich die Konidiophoren öffnen, werden die Zoosporen freigesetzt. Bei Kontakt mit den Wurzeln der Wirte enzystieren sie sich und bilden einen Keimschlauch, welcher die Wurzel infiziert und beginnt, ein Myzel zu bilden.
Bei der sexuellen Reproduktion, wenn mehrere Paarungstypen anwesend sind, kann ein den Hyphen entstammendes Antheridium mit jedem anderen in Kontakt treten und durch Plasmogamie verschmelzen, indem die Zellmembranen zum Ende der Vegetationsperiode miteinander vereinigt werden. Nach mehreren Schritten der Differenzierung und Meiose wird eine Oospore gebildet, das primäre Überdauerungsstadium. Diese dickwandigen Oosporen können mehrere Monate überdauern und keimen schließlich in zweierlei Art und Weise aus. Entweder wird ein Sporangium gebildet, das eine Zyste bildet und Zoosporen freisetzt, oder die Oospore bildet einen Keimschlauch, welcher die Wirtszellen direkt penetriert und den Wirt infiziert. Dieser Entwicklungszyklus ist extrem von Wasser für die Ausbreitung abhängig, was dazu führt, dass Gewächshäuser, Bewässerungssysteme und Hydrokulturen prädestiniert für die Ausbreitung von P. dissotocum sind.

## Bedeutung
Pythium dissotocum ist primär ein wasserbürtiges Pathogen, so dass Pflanzen in Hydrokulturen und in bewässerten Anbauregimen ernsthaft gefährdet sind. Mit sich schnell bewegenden mobilen Sporen breitet sich die Infektion in solchen Anbausystemen rapide aus. P. dissotocum kann ein großes Spektrum an Wirten infizieren, darunter viele landwirtschaftlich genutzte Kulturen wie Salat, Spinat, Paprika, Pastinaken, Petersilie, Tomaten, Zuckerrohr und Mohrrüben. Andere kommerzielle Produkte sind durch die Anwesenheit von P. dissotocum gleichfalls gefährdet, darunter Gehölze aus Baumschulen. Eine Infektion mit P. dissotocum kann zu bedeutendem Ertragsverlust aufgrund der Wurzel-Nekrosen, Wurzel-Läsionen, Chlorosen und des Welkens führen. Dies endet mit schweren Verlusten der Landwirte, die sowohl Kulturen für die Nahrungsmittelproduktion als auch andere kommerzielle Produkte anbauen. Das Pathogen ist in vielen Regionen Amerikas, Europas und Asiens verbreitet, was bedeutet, dass die zunehmende Globalisierung die Ausbreitung in alle potenziell empfindlichen Kulturen und Ökosysteme fördert.

## Bekämpfung
Als Erreger einer Wurzelfäule hat Pythium dissotocum tendenziell schwerere Auswirkungen auf junge Pflanzen und Setzlinge, bei denen die neu gebildeten und für Wachstum und Nährstoffversorgung wichtigen Wurzeln betroffen sind. Im Endeffekt gehört zu vielen Bekämpfungsmethoden, die Zahl der möglichen Infektionen am Anfang der Vegetationsperiode zu beschränken. Zu einer effektiven Maßnahme gehört das Ausbringen von Fungiziden wie Metalaxyl (z. B. Mefenoxam) und Phosphonate, oft in Kombination. Zusätzlich kann im Gartenbau die Inokulation mit Pseudomonas chlororaphis, einem häufig in der biologischen Schädlingsbekämpfung verwendeten Bakterium, angewandt werden, was die Symptome einer Infektion mit P. dissotocum potenziell unterdrückt. Das ist jedoch in aktuellen Versuchen nicht immer der Fall, auch wird eine Kolonisation durch das Pathogen nicht verhindert. Wie die meisten Wurzelfäule-Erreger gedeiht P. dissotocum in feuchten Umgebungen. Eine Überwässerung zu verhindern, senkt das Infektionsrisiko. Eine Umsetzung von Hygiene-Maßnahmen und die Anwendung von Fungiziden kann die Übertragung und Infektion mit P. dissotocum insbesondere in bewässerten und Hydrokulturen verringern. Wenn eine Infektion stattgefunden hat, kann manchmal ein Entfernen der zerstörten und eine Sterilisation der noch weißen und gesunden Wurzeln helfen.